# Sant Julià de Lòria

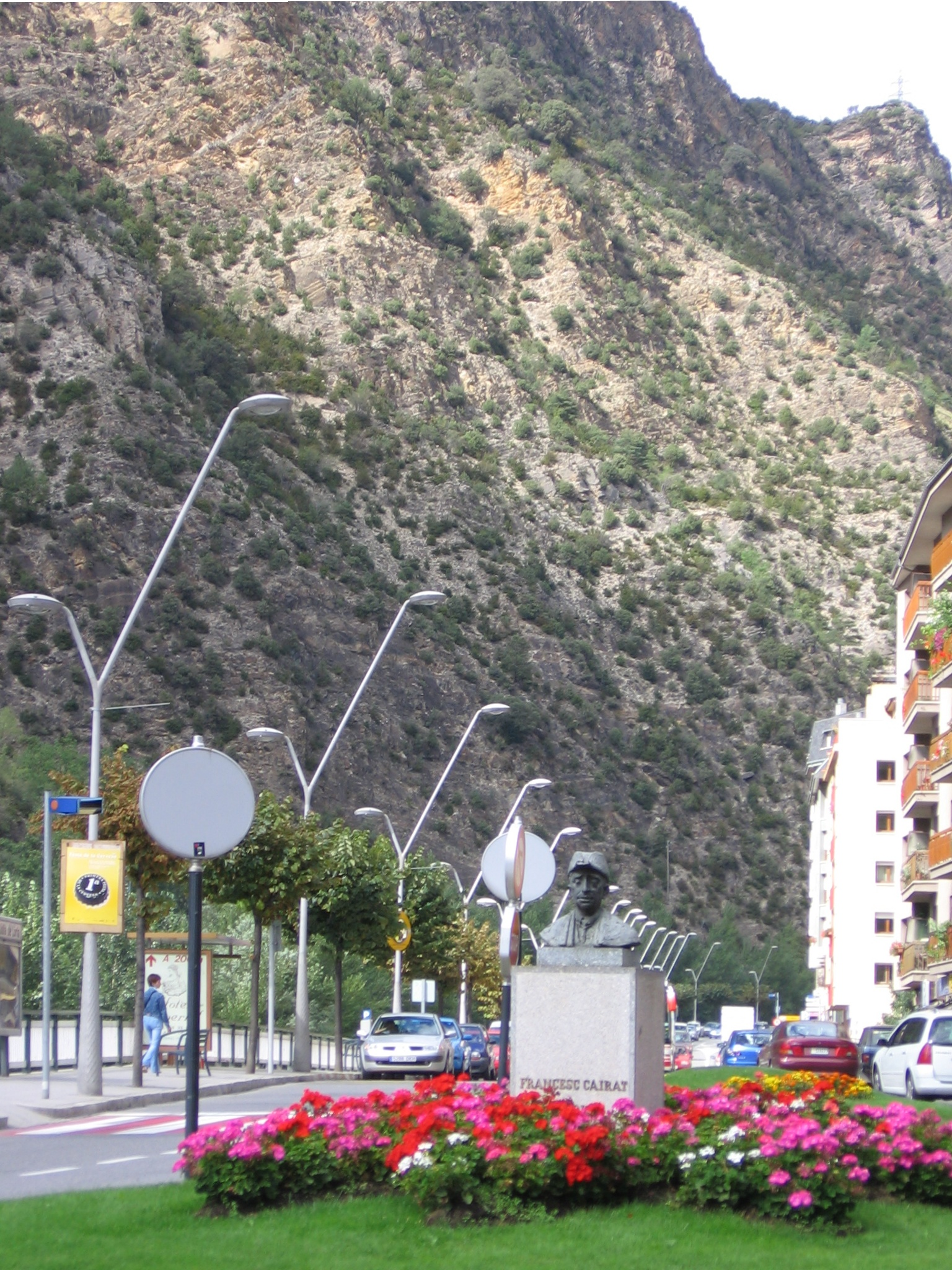
Estàtua del síndic Francesc Cairat

Sant Julià de Lòria, sovint anomenat simplement Lòria, és una parròquia del principat d'Andorra, la sisena parròquia segons l'ordre protocol·lari tradicional.

## Geografia
Sant Julià de Lòria és la parròquia més meridional del principat d'Andorra. Limita al sud amb Catalunya i al nord amb les parròquies d'Andorra la Vella i Escaldes-Engordany.
Se situa entre el riu Valira i la muntanya de Rocafort, sobre la plataforma que amplifica petits pobles com Nagol, Aixirivall i Auvinyà.

### Pobles
La parròquia està formada per la vila de Sant Julià de Lòria i cinc quarts o subdivisions parroquials: Quart de Bixessarri (Bixessarri i Aixovall), Quart d'Aixirivall (Aixirivall), Quart d'Aubinyà (Aubinyà i Juverri), Quart de Fontaneda (Fontaneda, Les Pardines, Mas d'Alins i La Muxella) i Quart de Nagol (Nagol, Certers i Llumeneres).

## Demografia
Sant Julià de Lòria té 9.694 habitants, segons el cens de 2022. La població està composta per un 24% de ciutadans de nacionalitat espanyola, 58% d'andorrans, 10% de portuguesos, i 2% de francesos, més algunes altres comunitats minoritàries (3,5%).
| Entitat de població | Habitants (2022) |
| ------------------- | ---------------- |
| Aixirivall          | 1.025            |
| Aixovall            | 69               |
| Aubinyà             | 215              |
| Bixessarri          | 54               |
| Certers             | 85               |
| Fontaneda           | 127              |
| Juberri             | 167              |
| Llumeneres          | 4                |
| Nagol               | 163              |
| Sant Julià de Lòria | 7.785            |

## Història
Quan el visitant entra a Andorra per la frontera espanyola, és a Sant Julià que té el seu primer contacte amb el principat; el seu principal producte turístic són els grans centres comercials però també té magnífics paisatges per a descobrir i un extraordinari conjunt d'esglésies i petites capelles, la més important de les quals és el Santuari de La nostra Senyora de Canòlic. Històricament, Sant Julià va ser el centre de la indústria del tabac, una de les més importants d'Andorra, i inclou els pobles d'Aixàs, Aixirivall, Aixovall, Aubinyà, Bixessarri, Certers, Fontaneda, Juverri, Llumeneres, Nagol i Sant Julià de Lòria. La parròquia va mantenir curosament el seu folklore i, en el dia del Festival del Poble, els visitants poden veure el Ball de la Marratxa, en el qual dos homes, amb alts barrets adornats amb cintes multicolors, ballen amb tres dones cadascun. No s'ha demostrat que la dansa representi els dos coprínceps i les sis parròquies (fins a 1978, Escaldes-Engordany i Andorra la Vella formaven una única parròquia), però això és el que tots creuen.
Per primera vegada a l’acte de consagració de la catedral d’Urgell al segle x, va ser pronunciat el gentilici “Lauredià” amb el seu nom llatí “Lauredia”.

## Política i govern

### Sant Julià de Lòria
| Llista            | Llista                                              | Vots  | %    | Escons |
| ----------------- | --------------------------------------------------- | ----- | ---- | ------ |
|                   | Desperta Laurèdia                                   | 1.357 | 53,3 | 9      |
|                   | Unió Laurediana + Demòcrates + Acció + Independents | 1.047 | 41,1 | 3      |
|                   | Per Sant Julià                                      | 144   | 5,7  | 0      |
| Blancs            | Blancs                                              | 114   | –    | –      |
| Nuls              | Nuls                                                | 37    | –    | –      |
| Total             | Total                                               | 2.699 | 100  | 12     |
| Cens/participació | Cens/participació                                   | 4.559 | 59,2 | –      |

### Cònsols majors
Des del 1995 (Primeres eleccions comunals constitucionals) hi ha hagut 6 cònsols majors a Sant Julià de Lòria. Actualment ostenta el títol en Cerni Cairat Perrigault.
| Període   | Cònsol major              | Partit                               |
| --------- | ------------------------- | ------------------------------------ |
| 1995-1999 | Josep Miquel Vila Bastida | Agrupament Nacional Democràtic (AND) |
| 1999-2003 | Joan Pujal Areny          | Unió Laurediana (UL)                 |
| 2003-2011 | Josep Pintat Forné        | Unió Laurediana (UL)                 |
| 2011-2015 | Montserrat Gil Torné      | Unió Laurediana (UL)                 |
| 2015-2019 | Josep Miquel Vila Bastida | Laurèdia en Comú (LC)                |
| 2019-2023 | Josep Majoral Obiols      | Unió Laurediana (UL)                 |
| 2023-     | Cerni Cairat Perrigault   | Desperta Laurèdia (DL)               |

## Persones
- Lluís Capdevila i Vilallonga (1895-1980), escriptor, hi passà els seus darrers anys i és sebollit al cementiri vell.